# Cronograma

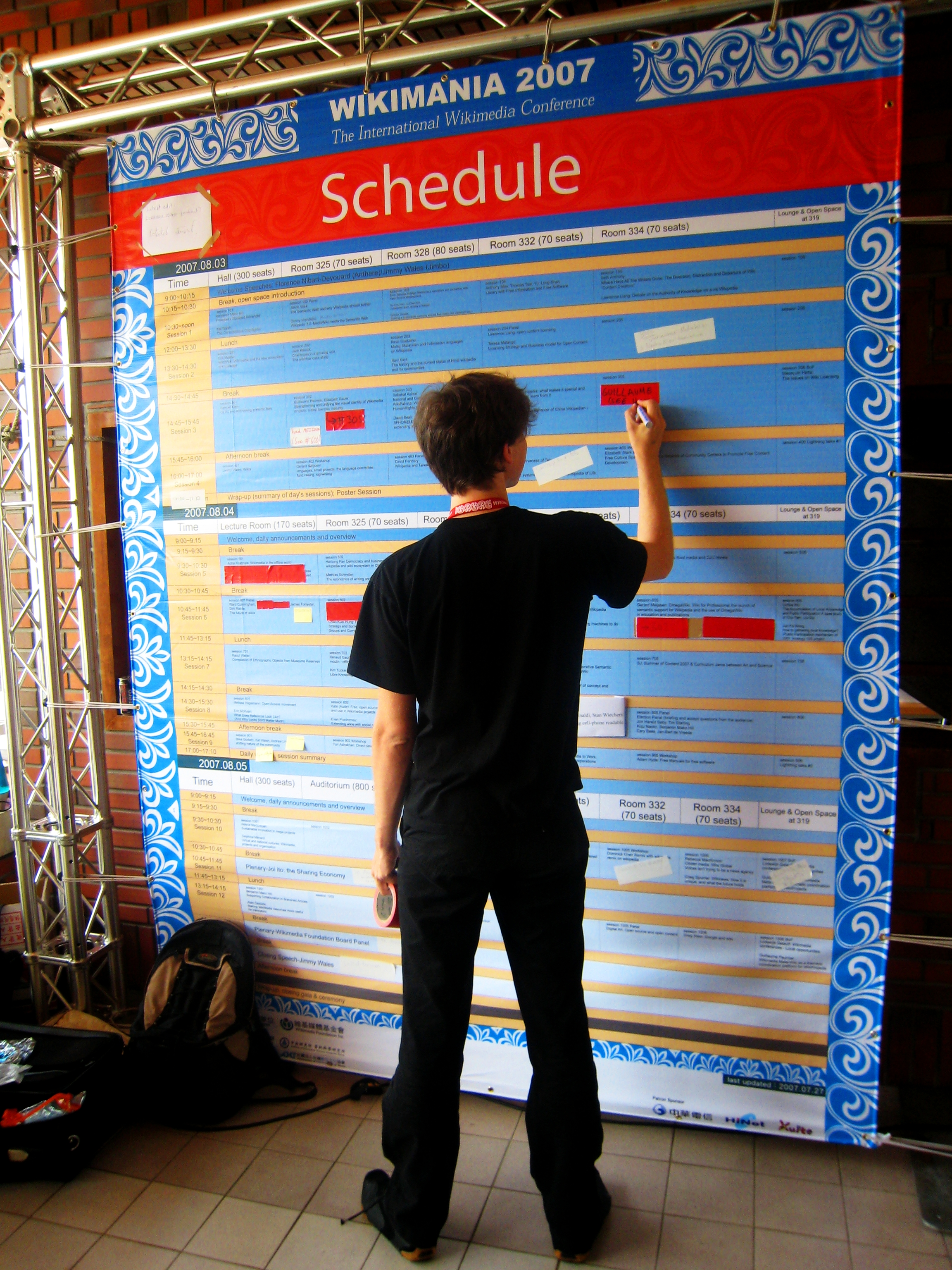
Um voluntário ajusta o quadro de horários na Wikimania 2007. O quadro indica os horários e locais em que os eventos ocorrerão, ajudando os participantes a decidir quais eventos podem participar

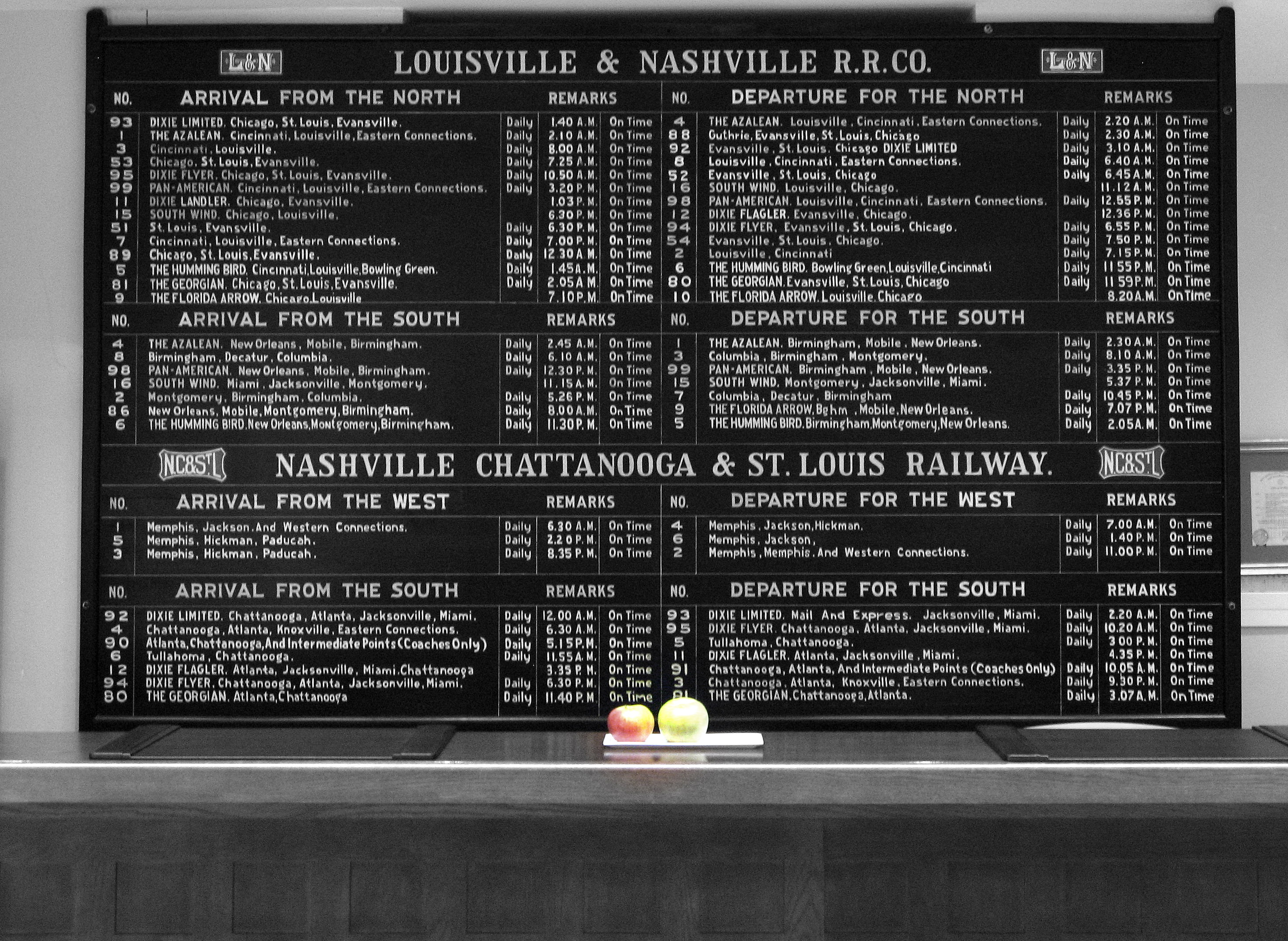
Um horário de trem informa os viajantes sobre os trens que vão para vários locais e indica os horários de partida

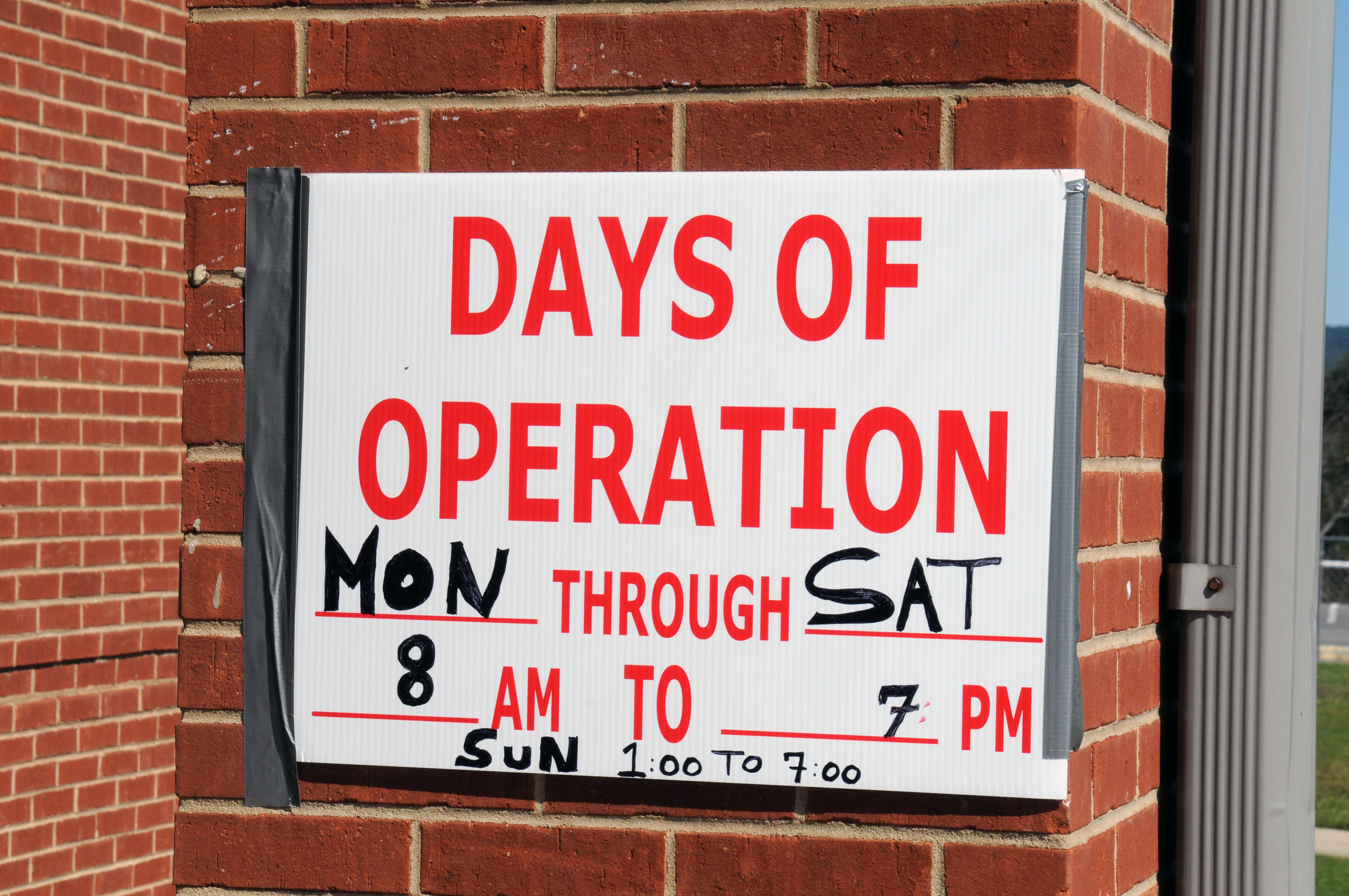
O horário de funcionamento afixado em um escritório da FEMA após um desastre informa ao público quando os funcionários da FEMA estarão disponíveis para ajudá-los

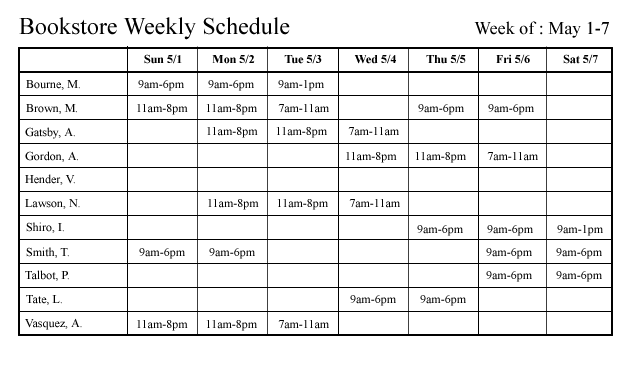
Um horário de trabalho semanal indica quais funcionários de uma empresa vão trabalhar em quais horários, para garantir a distribuição eficaz dos recursos de mão de obra

Um cronograma, como uma ferramenta básica de gerenciamento de tempo, consiste em uma lista de horários em que possíveis tarefas, eventos, ou ações se destinam a ocorrer, ou de uma sequência de eventos na ordem cronológica em que tais coisas devem ocorrer. O processo de criação de um cronograma — decidindo como ordenar essas tarefas e como comprometer recursos entre a variedade de tarefas possíveis — é chamado de escalonamento, e uma pessoa responsável por fazer um cronograma específico pode ser chamada de escalonador. Fazer e seguir horários é uma atividade humana antiga.
Alguns cenários associam esse tipo de planejamento ao aprendizado de habilidades para a vida. Os horários são necessários, ou pelo menos úteis, em situações em que os indivíduos precisam saber a que horas devem estar em um local específico para receber um serviço específico e onde as pessoas precisam cumprir um conjunto de metas dentro de um conjunto período de tempo.
Os agendamentos podem abranger períodos curtos, como um agendamento diário ou semanal, e planejamento de longo prazo com relação a períodos de vários meses ou anos. Eles são frequentemente feitos usando um calendário, onde a pessoa que faz o agendamento pode anotar as datas e horários em que vários eventos estão planejados para ocorrer. Agendas que não estabelecem horários específicos para a ocorrência de eventos podem, em vez disso, listar algoritmicamente uma ordem esperada na qual os eventos podem ou devem ocorrer.
Em algumas situações, os horários podem ser incertos, como quando a condução da vida diária depende de fatores ambientais fora do controle humano. As pessoas que estão de férias ou procuram reduzir o estresse e relaxar podem intencionalmente evitar ter um horário por um determinado período de tempo.